# Born Again (canción de Starsailor)
«Born Again» es el segundo sencillo del álbum Silence Is Easy de la banda británica Starsailor, publicado en 2003. Llegó a la posición #40 en los charts del Reino Unido.

## Video musical
Durante el video se entra a una pintura que muestra las imágenes de una pareja que vive en una casa campestre desolada. La dama (interpretada por Violet Wilson) encuentra un sobre dentro de su chaqueta, de su amado, antes de haberla dejado. Ella también es vista ahogándose en un lago, siendo cargada por su amado y sentada en una cama mirando hacia la ventana con una expresión triste en su cara . La versión alternativa del video contenida dentro del DVD de Born Again muestra aún máxs escenas de la parega dentro de su pacífica y natural escena dentro del cuadro donde viven mientras que el video original muestra también a la banda tocando "Born Again".

## Lista de canciones
CD, 7"
1. «Born Again» (Radio Edit) - 4:46
2. «At the End of a Show» - 4:14

CD de edición limitada (con 4 postales impresas)
1. «Born Again» (Radio Edit) - 4:46
2. «White Dove» (Demo Original) - 3:19
3. «Silence Is Easy» (En vivo) - 5:07
4. «Born Again» (Video Incluido - Versión Alternativa)

DVD
1. «Born Again» (Video)
2. «White Dove» (Demo Original) (Audio)
3. A Short Documentary (Video)

## Posicionamiento
| País        | Lista            | Posición |
| ----------- | ---------------- | -------- |
| Reino Unido | UK Singles Chart | 40       |